# Microspio spinosa
Microspio spinosa är en ringmaskart som beskrevs av Blake in Blake, Hilbig och Scott 1996. Microspio spinosa ingår i släktet Microspio och familjen Spionidae. Inga underarter finns listade i Catalogue of Life.